# Prix Interallié
Il Prix Interallié è un premio letterario francese assegnato ogni anno, fin dal 1930, ad un giornalista autore di un romanzo.
Il premio è stato istituito il 3 dicembre 1930 da una trentina di giornalisti, durante un pranzo al 
Cercle de l'Union interalliée di Parigi, nell'attesa della designazione del vincitore del Prix Femina.
La giuria è composta da dieci giornalisti maschi: Jean Couvreur, Jacques Duquesne, Jean Ferniot, Paul Guimard †, Serge Lentz, Éric Ollivier, Jean-Marie Rouart, Pierre Schoendoerffer, Philippe Tesson, ai quali si aggiunge il vincitore dell'anno precedente.
Il premio è consegnato all'inizio di novembre, dopo il Prix Goncourt, presso il ristorante parigino Lasserre. Il premio è un riconoscimento privo di gratificazioni pecuniarie, anche se solitamente comporta un'impennata nelle vendite. La sede del premio si trova presso il palazzo Jean Ferniot n. 11 bis, rue d'Orléans 92200 a Neuilly-sur-Seine.

## Lista dei vincitori
| Anno | Autore                     | Titolo                                                                      | Editore                    |
| ---- | -------------------------- | --------------------------------------------------------------------------- | -------------------------- |
| 1930 | André Malraux              | La Voie royale                                                              | Grasset                    |
| 1931 | Pierre Bost                | Le Scandale                                                                 | Gallimard                  |
| 1932 | Simone Ratel               | La Maison des bories                                                        | Plon                       |
| 1933 | Robert Bourget-Pailleron   | L'Homme du Brésil                                                           | Gallimard                  |
| 1934 | Marc Bernard               | Anny                                                                        | Gallimard                  |
| 1935 | Jacques Debû-Bridel        | Jeunes Ménages                                                              | Gallimard                  |
| 1936 | René Laporte               | Les Chasses de novembre                                                     | Denoël                     |
| 1937 | Romain Roussel             | La Vallée sans printemps                                                    | Plon                       |
| 1938 | Paul Nizan                 | La Conspiration                                                             | Gallimard                  |
| 1939 | Roger de Lafforest         | Les Figurants de la mort                                                    | Grasset                    |
| 1940 | non assegnato              | non assegnato                                                               | non assegnato              |
| 1941 | non assegnato              | non assegnato                                                               | non assegnato              |
| 1942 | non assegnato              | non assegnato                                                               | non assegnato              |
| 1943 | non assegnato              | non assegnato                                                               | non assegnato              |
| 1944 | non assegnato              | non assegnato                                                               | non assegnato              |
| 1945 | Roger Vailland             | Drôle de jeu                                                                | Corrêa                     |
| 1946 | Jacques Nels               | Poussière du temps                                                          | Éditions du Bateau ivre    |
| 1947 | Pierre Daninos             | Les Carnets du Bon Dieu                                                     | La Jeune Parque            |
| 1948 | Henry Castillou            | Cortiz s'est révolté                                                        | Fayard                     |
| 1949 | Gilbert Sigaux             | Les Chiens enragés                                                          | Julliard                   |
| 1950 | Georges Auclair            | Un amour allemand                                                           | Gallimard                  |
| 1951 | Jacques Perret             | Bande à part                                                                | Gallimard                  |
| 1952 | Jean Dutourd               | Au bon beurre                                                               | Gallimard                  |
| 1953 | Louis Chauvet              | L'Air sur la quatrième corde                                                | Flammarion                 |
| 1954 | Maurice Boissais           | Le Goût du péché                                                            | Julliard                   |
| 1955 | Félicien Marceau           | Les Élans du cœur                                                           | Gallimard                  |
| 1956 | Armand Lanoux              | Le Commandant Watrin                                                        | Julliard                   |
| 1957 | Paul Guimard               | Rue du Havre                                                                | Denoël                     |
| 1958 | Bertrand Poirot-Delpech    | Le Grand Dadais                                                             | Denoël                     |
| 1959 | Antoine Blondin            | Quando torna l'inverno (Un singe en hiver)                                  | La Table Ronde             |
| 1960 | Jean Portelle              | Janitzia ou la Dernière qui aima d'amour                                    | Denoël                     |
| 1960 | Henry Muller               | Clem                                                                        | La Table Ronde             |
| 1961 | Jean Ferniot               | L'Ombre portée                                                              | Gallimard                  |
| 1962 | Henri-François Rey         | Les Pianos mécaniques                                                       | Robert Laffont             |
| 1963 | Renée Massip               | La Bête quaternaire                                                         | Gallimard                  |
| 1964 | René Fallet                | Paris au mois d'août                                                        | Denoël                     |
| 1965 | Alain Bosquet              | La Confession mexicaine                                                     | Grasset                    |
| 1966 | Kléber Haedens             | L'été finit sous les tilleuls                                               | Grasset                    |
| 1967 | Yvonne Baby                | Oui l'espoir                                                                | Grasset                    |
| 1968 | Christine de Rivoyre       | Le Petit Matin                                                              | Grasset                    |
| 1969 | Pierre Schoendoerffer      | L'Adieu au roi                                                              | Grasset                    |
| 1970 | Michel Déon                | Les Poneys sauvages                                                         | Gallimard                  |
| 1971 | Pierre Rouanet             | Castell                                                                     | Grasset                    |
| 1972 | Georges Walter             | Des vols de Vanessa                                                         | Grasset                    |
| 1973 | Lucien Bodard              | Monsieur le Consul                                                          | Grasset                    |
| 1974 | René Mauriès               | Le Cap de la Gitane                                                         | Fayard                     |
| 1975 | Voldemar Lestienne         | L'Amant de poche                                                            | Grasset                    |
| 1976 | Raphaëlle Billetdoux       | Prends garde à la douceur des choses                                        | Éditions du Seuil          |
| 1977 | Jean-Marie Rouart          | Les Feux du pouvoir                                                         | Grasset                    |
| 1978 | Jean-Didier Wolfromm       | Diane Lanster                                                               | Grasset                    |
| 1979 | François Cavanna           | Les Russkoffs                                                               | Belfond                    |
| 1980 | Christine Arnothy          | Toutes les chances plus une                                                 | Grasset                    |
| 1981 | Louis Nucera               | Le Chemin de la Lanterne                                                    | Grasset                    |
| 1982 | Éric Ollivier              | L'Orphelin de mer... ou les Mémoires de monsieur Non                        | Denoël                     |
| 1983 | Jacques Duquesne           | Maria Vandamme                                                              | Grasset                    |
| 1984 | Michèle Perrein            | Les Cotonniers de Bassalane                                                 | Grasset                    |
| 1985 | Serge Lentz                | Vladimir Roubaïev                                                           | Robert Laffont             |
| 1986 | Philippe Labro             | L'Étudiant étranger                                                         | Gallimard                  |
| 1987 | Raoul Mille                | Les Amants du paradis                                                       | Grasset                    |
| 1988 | Bernard-Henri Lévy         | Les Derniers Jours de Charles Baudelaire                                    | Grasset                    |
| 1989 | Alain Gerber               | Le Verger du diable                                                         | Grasset                    |
| 1990 | Bruno Bayon                | Les Animals                                                                 | Grasset                    |
| 1991 | Sébastien Japrisot         | Un long dimanche de fiançailles                                             | Éditions Denoël            |
| 1992 | Dominique Bona             | Malika                                                                      | Mercure de France          |
| 1993 | Jean-Pierre Dufreigne      | Le Dernier Amour d'Aramis ou les Vrais Mémoires du chevalier René d'Herblay | Grasset                    |
| 1994 | Marc Trillard              | Eldorado 51                                                                 | Phébus                     |
| 1995 | Franz-Olivier Giesbert     | La Souille                                                                  | Grasset                    |
| 1996 | Eduardo Manet              | Rhapsodie cubaine                                                           | Grasset                    |
| 1997 | Éric Neuhoff               | La Petite Française                                                         | Albin Michel               |
| 1998 | Gilles Martin-Chauffier    | Les Corrompus                                                               | Grasset                    |
| 1999 | Jean-Christophe Rufin      | Les Causes perdues                                                          | Gallimard                  |
| 2000 | Patrick Poivre d'Arvor     | L'Irrésolu                                                                  | Albin Michel               |
| 2001 | Stéphane Denis             | Sisters                                                                     | Fayard                     |
| 2002 | Gonzague Saint-Bris        | Les Vieillards de Brighton                                                  | Grasset                    |
| 2003 | Frédéric Beigbeder         | Windows on the World                                                        | Grasset                    |
| 2004 | Florian Zeller             | La Fascination du pire                                                      | Flammarion                 |
| 2005 | Michel Houellebecq         | La Possibilité d'une île                                                    | Fayard                     |
| 2006 | Michel Schneider           | Marilyn, dernières séances                                                  | Grasset                    |
| 2007 | Christophe Ono-dit-Biot    | Birmane                                                                     | Plon                       |
| 2008 | Serge Bramly               | Le Premier Principe - Le Second Principe                                    | Lattès                     |
| 2009 | Yannick Haenel             | Jan Karski                                                                  | Gallimard                  |
| 2010 | Jean-Michel Olivier        | L'Amour nègre                                                               | De Fallois                 |
| 2011 | Morgan Sportes             | Tout, tout de suite                                                         | Fayard                     |
| 2012 | Philippe Djian             | « Oh... »                                                                   | Gallimard                  |
| 2013 | Nelly Alard                | Moment d'un couple                                                          | Gallimard                  |
| 2014 | Mathias Menegoz            | Karpathia                                                                   | P.O.L.                     |
| 2015 | Laurent Binet              | La Septième Fonction du langage                                             | Grasset                    |
| 2016 | Serge Joncour              | Repose-toi sur moi                                                          | Flammarion                 |
| 2017 | Jean-René Van der Plaetsen | La nostalgie de l'honneur                                                   | Grasset                    |
| 2018 | Thomas B. Reverdy          | L'Hiver du mécontentement                                                   | Flammarion                 |
| 2019 | Karine Tuil                | Le cose umane (Les Choses humaines)                                         | Gallimard                  |
| 2020 | Irène Frain                | Un crime sans importance                                                    | Seuil                      |
| 2021 | Mathieu Palain             | Ne t'arrête pas de courir                                                   | l'Iconoclaste              |
| 2022 | Philibert Humm             | Roman fleuve                                                                | éditions des Equateurs     |
| 2023 | Gaspard Koenig             | Humus                                                                       | Éditions de l'Observatoire |
| 2024 | Thibault de Montaigu       | Cœur                                                                        | Albin Michel               |